# Поггенполь, Василий Петрович
Василий Петрович Поггенполь (нем. Wilhelm Andr. Karl Mich. Poggenpohl; 1823—1882) — русский дипломат, действительный статский советник, гофмейстер.

## Биография
Родился в Париже — 17 (29) марта 1823 года или 26 марта. Отец — Николай Васильевич фон Поггенполь (1796—1837), мать — Софья Егоровна (1798—1897). Братья: Георгий (Юрий) и Константин.
В 1843 году окончил юридический факультет Императорского Санкт-Петербургского университета.
На службу в Министерство иностранных дел поступил 24 января 1844 года. С 1847 года был секретарём при посольстве в Турине, а с 1849 года — в Неаполе. С 1859 года состоял, в качестве поверенного в делах при короле Неаполитанском, в 1862 году был назначен генеральным консулом в Ливорно.
В 1866 году был пожалован камергером Его Императорского Величества; был секретарём и управляющим двором великой княгини Марии Николаевны, в 1868 году — гофмейстером великой княгини; с 7 января 1868 года состоял в чине действительного статского советника. С 1875 года — гофмейстер Двора Его Величества. 
Умер 20 сентября (2 октября) 1882 года в Санкт-Петербурге. Похоронен на Смоленском евангелическом кладбище (там же был похоронен и сын Дмитрий, убитый в Джебраиле «во время исполения опасной командировки»).
С 24 сентября 1864 года был женат на Леонтине Карловне Теннер (Leontine Karlovna Tenner; ум. 07.03.1910). Кроме сына Дмитрия (1868/1869—1904) был ещё сын Николай Васильевич Поггенполь (1865—1916), пионер альпинизма в России, также служивший в Министерстве иностранных дел. 